# Locuțiune pronominală
Locuțiunea pronominală este un grup de cuvinte mai mult sau mai puțin sudat și stabil care din punct de vedere gramatical se comportă ca un pronume.
Avem:
- locuțiunea pronominală de politețe: domnia ta, Măria Ta, Maiestatea Sa, Eminența Sa...
- locuțiunea pronominală nehotărâtă:

```
Au venit 
nu știu câți
.
I-am scris 
nu știu cui
.
```